# Rainbow Railroad
Rainbow Railroad es una asociación caritativa canadiense que ayuda a personas lesbianas, gays, bisexuales, transgénero y queer (LGBTQ) a escapar de la violencia y la persecución en sus países de origen. La organización, creada en 2006, ha ayudado a más de trescientos individuos provenientes de todo el mundo, en especial del Caribe, África y Oriente Medio, a migrar a países seguros en Europa y América del Norte. El nombre de la organización está inspirado en el Ferrocarril subterráneo (Underground Railroad), una red clandestina que ayudaba a los esclavos afroamericanos a escapar hacia estados libres. Rainbow Railroad recibió estatus de organización benéfica por parte de la Administración Fiscal Canadiense en 2013, y está asociada con una organización de caridad 501(c)(3) con base en la Ciudad de Nueva York que se encarga de descontar impuestos a los donantes de Estados Unidos.
Desde que se dieron a conocer los campos de concentración para gais en Chechenia en Chechenia, Rainbow Railroad se asoció con la organización Russian LGBT Network para ayudar a las personas pertenecientes a la comunidad LGBT a escapar de la región.

## Reconocimiento
Rainbow Railroad recibió el premio Bonham Centre de 2018, otorgado por el Centro Mark S. Bonham para los Estudios de la Diversidad Sexual de la Universidad de Toronto por su ayuda brindada a los refugiados LGBT en Canadá.
En 2020, la revista Time publicó una nota sobre el trabajo de Rainbow Railroad en Chechenia.